# 포르스그룬

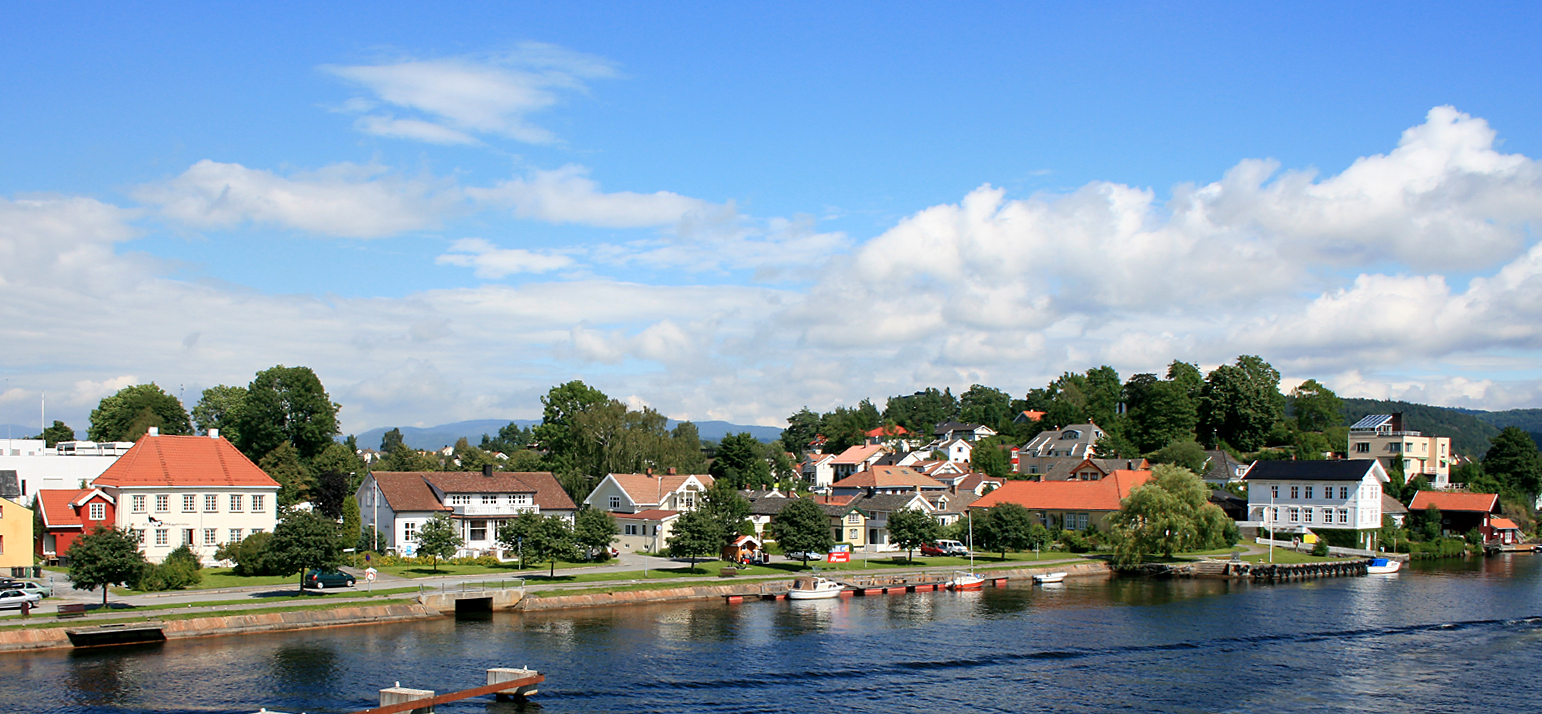
포르스그룬

포르스그룬(노르웨이어: Porsgrunn)은 노르웨이 텔레마르크주에 위치한 도시로, 면적은 165km2, 인구는 35,117명(2010년 기준), 인구 밀도는 213명/km2이다.